# Menosira ornata
Menosira ornata is een spinnensoort in de taxonomische indeling van de strekspinnen.
Het dier behoort tot het geslacht Menosira. De wetenschappelijke naam van de soort werd voor het eerst geldig gepubliceerd in 1955 door Chikuni.